# Colonie del Sovrano Militare Ordine di Malta
Le Colonie del Sovrano Militare Ordine di Malta furono dei territori che per 14 anni costituirono il nucleo di un tentativo di costituire un impero coloniale da parte dei cavalieri ospitalieri (noti come Cavalieri di San Giovanni o Cavalieri di Malta). L'ordine acquistò infatti ed occupò quattro isole nei Caraibi, in America: Saint Christopher, Saint Martin, Saint Barthélemy e Saint Croix.
La presenza dei cavalieri nell'area caraibica crebbe in particolare per le relazioni di molti di questi con la nobiltà francese e la presenza di molti di questi nelle Americhe come amministratori per conto del governo francese. Figura chiave di questa breve colonizzazione fu Phillippe de Longvilliers de Poincy, che fu sia un cavaliere di Malta che un governatore francese delle colonie nei Caraibi. Poincy convinse i cavalieri ad acquistare alcune isole dalla Compagnie des Îles de l'Amérique che nel 1651 si trovava ormai in bancarotta e rimase a governarle sino alla sua morte avvenuta nel 1660. Durante questo periodo, l'Ordine fu a tutti gli effetti proprietario di queste isole, mentre solo formalmente Luigi XIV di Francia continuò a mantenerne la sovranità nominale; ad ogni modo Poincy riuscì a condurre un governo del tutto personale, indipendente sia dall'Ordine che dal regno di Francia. Nel 1665, gli Ospitalieri vendettero i loro diritti sulle isole alla nuova Compagnia francese delle Indie occidentali, ponendo così fine al loro protettorato coloniale.

## Antefatto
Sin dall'inizio della colonizzazione francese delle Americhe, membri dei cavalieri di Malta erano stati impiegati nel governo della Nuova Francia e delle Antille francesi. In quel tempo, l'ordine era costituito prevalentemente da aristocratici francesi, e molti ufficiali della marina francese si erano formati nella marina del Sovrano Militare Ordine di Malta. Molti cavalieri avevano raggiunto posizioni d'alto rango nell'amministrazione coloniale francese, tra cui ricordiamo Aymar Chaste e Isaac de Razilly in Acadia, e Charles de Montmagny nel Quebec. Nel 1635, Razilly aveva suggerito al gran maestro dell'Ordine, fra Antoine de Paule, l'opportunità di fondare un priorato in Acadia, ma Paulle rigettò quest'idea.
Il gran maestro successivo, Giovanni Paolo Lascaris, si dimostrò più interessato alle questioni coloniali. Nel 1642/43 venne nominato padrino di un convertito di razza Abenaki in Nuova Francia e Montmagny venne nominato a rappresentare lo stesso Lascaris al battesimo.
Phillippe de Longvilliers de Poincy, fondatore delle colonie degli ospitalieri, iniziò così la sua carriera in una maniera simile a molti altri amministratori coloniali dell'epoca. Longvilliers combatté a suo tempo i Turchi nel Mediterraneo e partecipò agli assedi dell'Isola di Ré e La Rochelle nel 1627. Tra i due eventi, prestò servizio sotto Razilly in Acadia, al comando di un forte militare.

## Storia

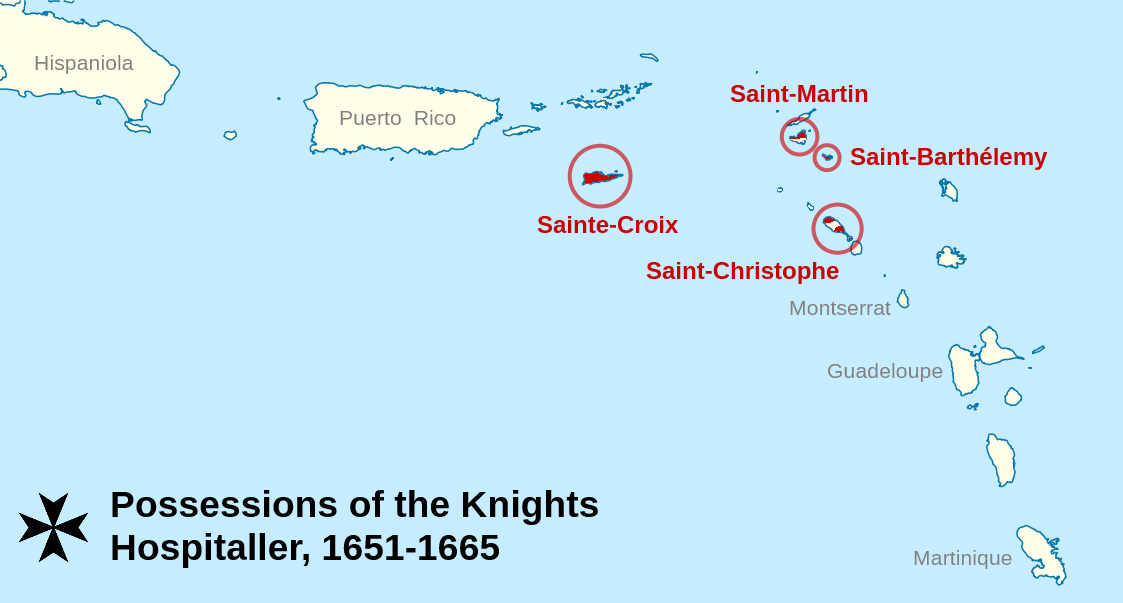
Mappa dei territori coloniali dell'Ordine di Malta nei Caraibi

Poincy si recò dapprima a Saint Christopher nel 1639 come governatore nominato dalla Compagnie des Îles de l'Amérique. Re Luigi XIII poco dopo nominò Poincy suo luogotenente generale per l'intera area dei Caraibi. Poincy iniziò ad investire pesantemente in una serie di progetti di costruzione sulle isole locali. Estese così il governo francese su altre isole, andando a costituire il primo insediamento europeo a Saint-Barthélemy nel 1648, e fondando quello di St. Croix nel 1650-51. Inviò inoltre 300 uomini di rinforzo nell'area che fondarono l'insediamento francese di Saint-Martin, negoziando il Trattato di Concordia, determinando i confini tra gli insediamenti francesi e olandesi che ancora oggi rimangono in vigore.
Poincy inoltre ebbe modo di qualificarsi come signore assoluto delle isole, resistendo sia all'autorità della compagnia coloniale francese che di quella dell'Ordine di Malta stesso. Venne coinvolto in una disputa coi missionari cappuccini nelle isole, i quali disapprovavano pubblicamente il comportamento accondiscendente del governatore nei confronti dei protestanti inglesi e olandesi, nonché degli ugonotti, e per il suo rifiuto di liberare i figli degli schiavi che avessero deciso di battezzarsi. Poincy inoltre provocò il risentimento generale dei coloni in quelle aree per il duro trattamento riservato a quanti gli si opponevano. Inoltre si guadagnò il disprezzo dell'Ordine di Malta quando utilizzò le entrate concessegli dalle commende locali per supportare il suo stile di vita lussuoso sull'isola dove aveva posto la sua capitale.
Il direttore della compagnia coloniale francese decise di rimpiazzare così Poincy. Venne pertanto stabilito di nominare al suo posto Noëlle Patrocles de Thoisy, nobiluomo borgognone, ottenendo un ordine di richiamo in Francia del governatore, controfirmato dal re. Poincy si rifiutò di abbandonare il proprio posto ed il proprio incarico ed addirittura la sua milizia scacciò Thoisy dall'isola, giungendo persino a catturare lo stesso Thoisy ed a rinviarlo in Francia in catene.

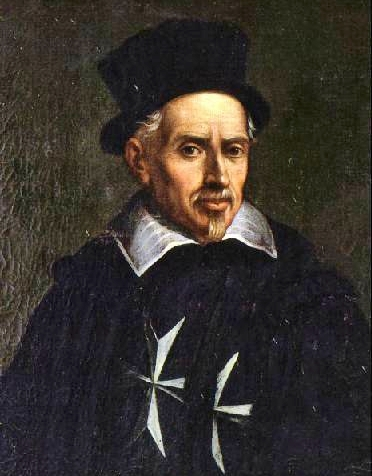
Il gran maestro Giovanni Paolo Lascaris

Cercando un modo di mantenere la propria posizione, Poincy nel 1649 suggerì all'Ordine di Malta di acquistare le isole in cui egli già si trovava, dal momento che la compagnia coloniale francese si trovava sull'orlo della bancarotta. Egli aveva sfruttato adeguatamente il momento in quanto lo stesso cardinale Giulio Mazzarino, primo ministro francese, si trovava impegnato con le trattative della Pace di Vestfalia e non poteva pertanto rivolgere sufficiente attenzione al problema della colonizzazione. Nel 1651 la compagnia coloniale francese venne sciolta ed i suoi diritti coloniali vennero venduti a diversi enti. La Martinica, Guadelupa ed altre isole vennero vendute ad enti privati.
Gli Ospitalieri, con l'approvazione del gran maestro Lascaris, comprarono Saint-Christophe, assieme alle altre dipendenze fondate dallo stesso Poincy a Saint Croix, Saint Barthélemy e Saint Martin.  L'ambasciatore dell'Ordine alla corte francese, Jacques de Souvré, siglò l'accordo. I diritti di proprietà dell'Ordine vennero confermati in un trattato con la Francia due anni dopo: mentre il re sarebbe rimasto formalmente sovrano delle isole in questione, i cavalieri ne avrebbero avuto la completa giurisdizione temporale e spirituale. L'unico limite imposto al loro governo in loco era che al ruolo di governatore locale potessero essere inviati unicamente cavalieri francesi, ed all'ascesa di ogni nuovo re francese avrebbero dovuto versare un tributo di 1000 scudi alla corona di Francia.

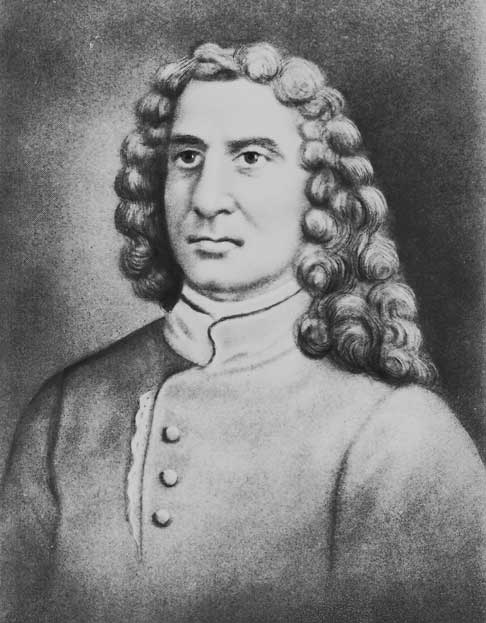
Charles Jacques Huault de Montmagny

Il consiglio del gran maestro decise quindi che Poincy avrebbe potuto continuare a prestare servizio come governatore, ma nel contempo nominò l'ex governatore della Nuova Francia, Charles de Montmagny, al ruolo di "proconsole generale", inviandolo a rappresentare i loro interessi a Saint Christopher. Montmagny sperava di aiutare Poincy a mantenere in ordine le finanze delle colonie. Ad ogni modo, Poincy ancora una volta si oppose a interferenze esterne; quando Montmagny fece ritorno in Francia, Poincy scacciò dalle isole quanti lo avevano accompagnato. L'Ordine inviò Montmagny una seconda volta nei territori coloniali nel 1653 come "luogotenente governatore", prendendo formale possesso dell'isola in nome del gran maestro. Ancora una volta, ad ogni modo, Poincy si rifiutò di condividere il proprio potere e Montmagny venne ben presto messo in secondo piano, costretto a trascorrere le proprie giornate nell'amministrazione di una piantagione di sua proprietà a Saint Christopher nella speranza di poter avere la meglio alla morte di Poincy. Montmagny morì ad ogni modo prima del suo avversario, nel 1657.
Poincy continuò a sviluppare le colonie da lui instaurate, costruendo fortezze e fortificazioni notevoli su Saint Christopher oltre che scuole, strade e un ospedale, e ovviamente la sua residenza (Château de la Montagne). Al di fuori della capitale locale, ad ogni modo, il governo degli ospitalieri si mostrò ancora più precario. L'insediamento di Saint Barthélemy subì un attacco da parte della popolazione caraibica e quanti non rimasero uccisi in quest'occasione, decisero di abbandonare l'isola. Poincy inviò un gruppo di 30 uomini a rimpiazzarli che erano già divenuti 100 nel 1664. Nel 1657 una rivolta detronizzò il regime degli ospitalieri a St. Croix. Poincy inviò un nuovo governatore a restaurare l'ordine, fece costruire delle fortificazioni ed un monastero, iniziando inoltre a spianare buona parte delle foreste dell'isola per impiantarvi delle piantagioni per l'agricoltura.
A rimpiazzare Montmagny, l'Ordine inviò due nuovi luogotenenti governatori. Il più importante dei due fu Charles de Sales, imparentato con San Francesco di Sales che si dimostrò particolarmente munifico verso gli abitanti dell'isola. Poco prima della sua morte nel 1660, Poincy siglò un trattato di pace con gli inglesi ed i popoli caraibici di Saint Christopher, ma questa pace non perdurò a lungo. De Sales succedette a Poincy come governatore. Nel 1666, quando ormai i cavalieri avevano rinunciato formalmente al loro controllo sulle isole, scoppiò una lotta tra Francia e Inghilterra sull'isola. In uno scontro a Cayonne, de Sales rimase ucciso, ma i francesi furono in grado di mantenere il controllo dei loro insediamenti.
Dai primi anni '60 del Seicento, iniziò a diffondersi in queste colonie un certo senso di frustrazione dal momento che queste venivano sfruttate senza profitto. L'Ordine continuava a dovere del denaro alla Francia alla quale aveva chiesto la somma necessaria per l'acquisto iniziale delle isole, ed a Malta i cavalieri dibattevano se questa spesa fosse stata adeguatamente ponderata e se fosse utile mantenere tali colonie. Jean-Baptiste Colbert, più interessato di Mazzarino al tema della colonizzazione, era ora l'uomo di punta alla corte di Luigi XIV e fece pertanto pressione sui cavalieri perché vendessero i loro possedimenti coloniali alla Francia. Nel 1665, i cavalieri decisero quindi di vendere i loro territori coloniali alla Compagnia francese delle indie occidentali.

### Governatori ospitalieri di Saint Christopher
- Phillippe de Longvilliers de Poincy, 1651–1660 (governatore sotto la Compagnie des Îles de l'Amérique dal 1639)
- Charles de Sales, 1660–1666

## Eredità

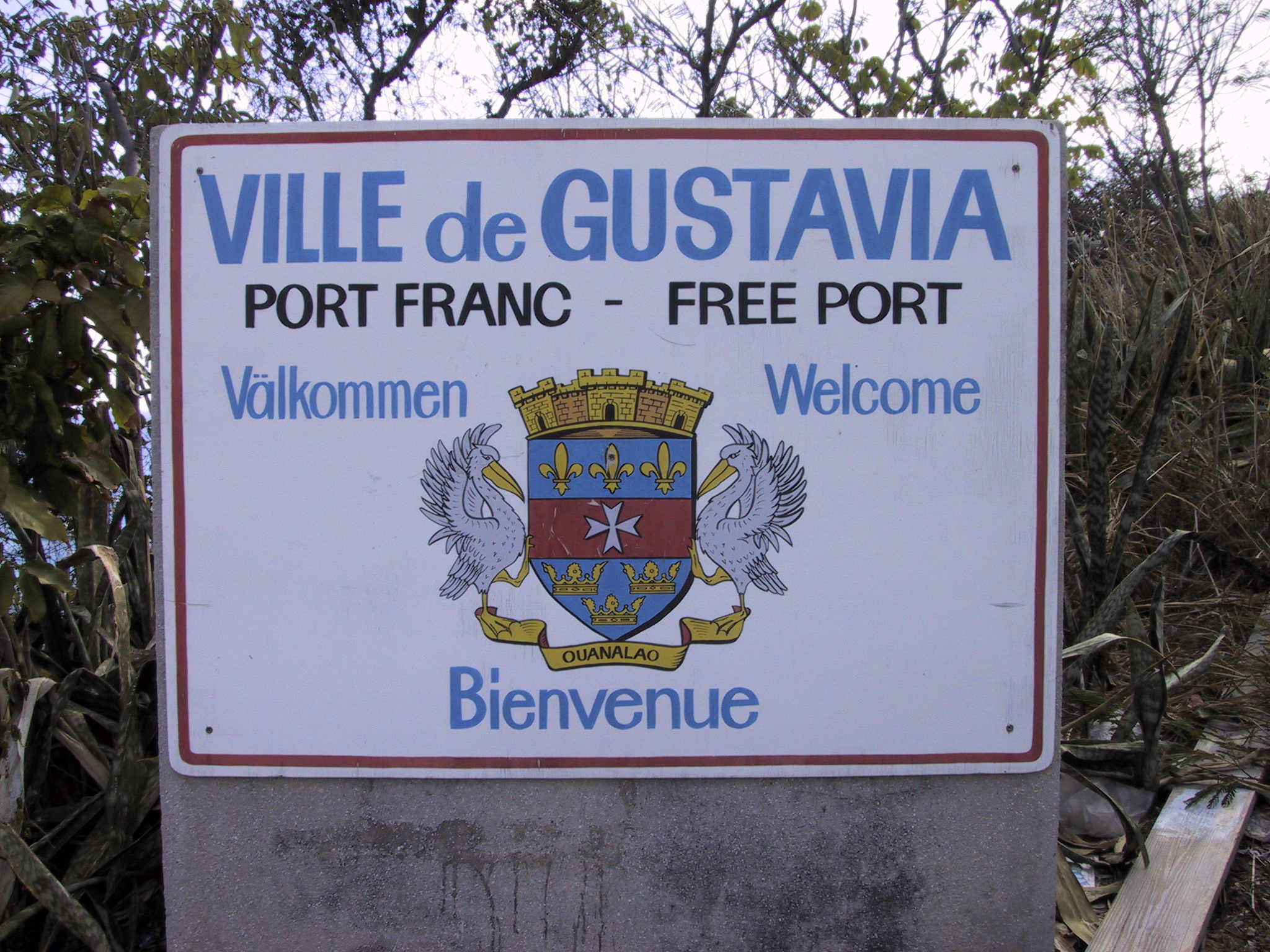
Lo stemma di Saint Barthélemy.

I cavalieri di Malta dopo questa esperienza coloniale non ne fecero altre nel mondo. Membri dell'ordine rimasero comunque attivi nella marina francese e nei suoi territori coloniali d'oltremare. Molti furono coinvolti nell'amministrazione della Compagnia del Mississippi nel XVIII secolo. Sul finire del Settecento, Étienne-François Turgot, un cavaliere ospitaliero e amministratore coloniale, cercò senza successo di insediare i maltesi in Guiana.
Il breve periodo di occupazione degli ospitalieri è comunque ancora oggi celebrato su diverse isole. Il governo di Poincy su St. Kitts è ricordato per la sua grandeur. A St. Croix si trovano ancora oggi frequenti testimonianze del passaggio dei maltesi. St. Barthélemy ha ancora oggi nel proprio stemma la croce di Malta su una banda rossa a rappresentare proprio il periodo della colonizzazione ospitaliera.